# 山口県道112号藤生停車場錦帯橋線
山口県道112号藤生停車場錦帯橋線（やまぐちけんどう112ごう ふじゅうていしゃじょうきんたいきょうせん）は、山口県岩国市を通る一般県道である。

## 概要
JR西日本山陽本線 藤生駅から岩国市岩国5丁目に至る。

### 路線データ
- 起点：岩国市藤生町1丁目（藤生駅前交差点、山口県道136号上久原藤生停車場線終点）
- 終点：岩国市岩国5丁目（国道2号交点）

## 歴史
- 2005年（平成17年）8月20日 - 岩国市海土路町2丁目（国道188号岩国南バイパス交点） - 岩国市御庄（山口県道・広島県道1号岩国大竹線交点）間の平田バイパスが開通。

## 路線状況

### 重複区間
- 山口県道136号上久原藤生停車場線（岩国市藤生町1丁目・藤生駅前交差点 - 岩国市藤生町1丁目）
- 国道188号（岩国市藤生町1丁目 - 岩国市藤生町3丁目・藤生交差点）
- 国道188号岩国南バイパス（岩国市藤生町3丁目・バイパス藤生交差点 - 岩国市海土路町2丁目）
- 山口県道・広島県道1号岩国大竹線（岩国市御庄 - 岩国市柱野）
- 山口県道15号岩国玖珂線（岩国市柱野 - 岩国市川西2丁目・川西交差点）

### 道路施設

#### 橋梁
- 臥竜橋（錦川、岩国市）

#### トンネル
- 麻生田トンネル：延長240 m、2005年（平成17年）竣工、岩国市
- 中山トンネル：延長508 m、2005年（平成17年）竣工、岩国市
- 川西隧道：延長273 m、1971年（昭和46年）竣工、岩国市（山口県道15号岩国玖珂線重複区間内）

## 地理

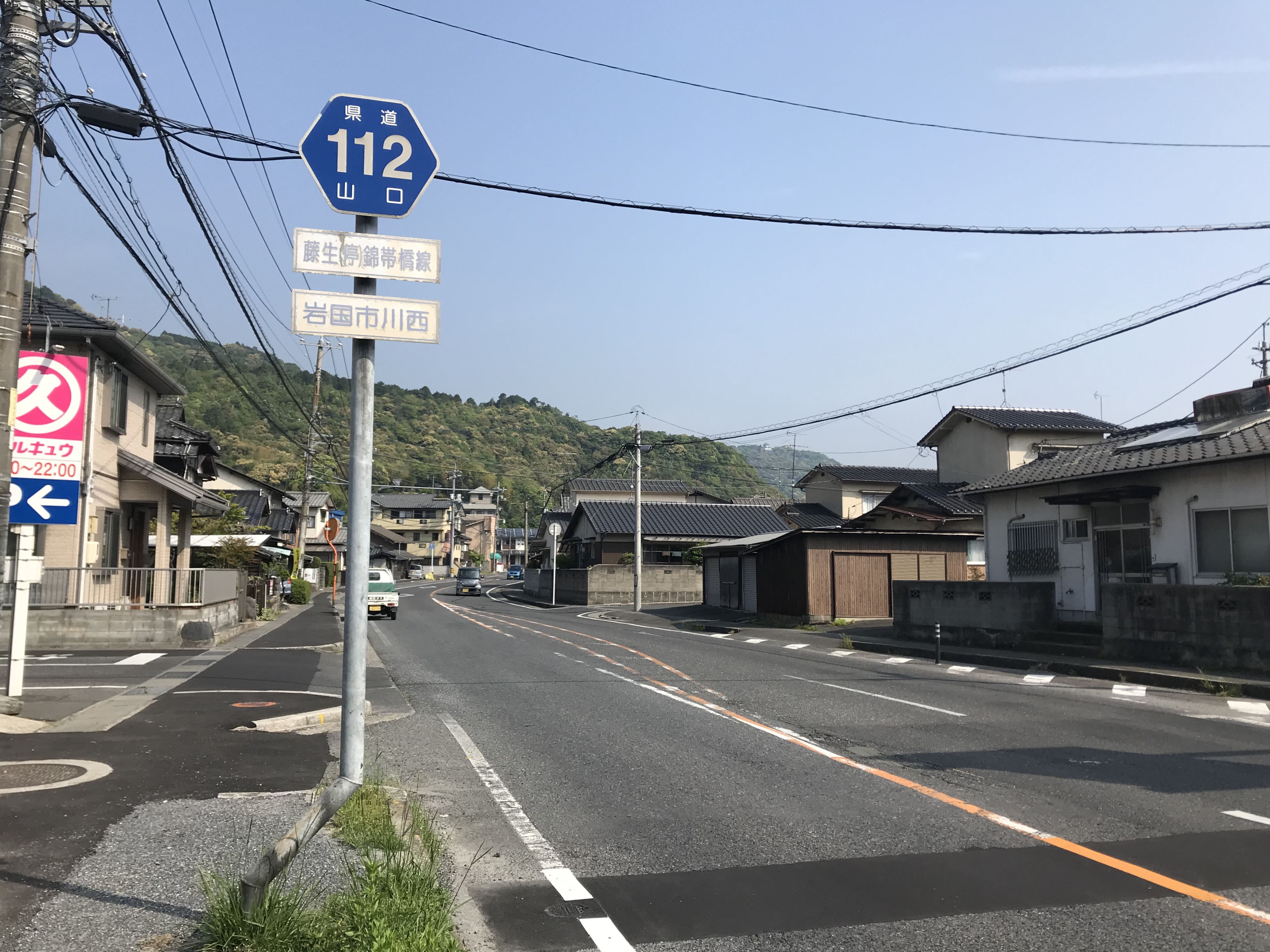
岩国市川西1丁目・川西交差点北側

### 通過する自治体
- 岩国市

### 交差する道路
| 交差する道路                                                                     | 交差する場所  | 交差する場所          |
| -------------------------------------------------------------------------------- | ------------- | --------------------- |
| 山口県道136号上久原藤生停車場線 重複区間起点                                     | 藤生町1丁目   | 藤生駅前交差点 / 起点 |
| 山口県道136号上久原藤生停車場線 重複区間終点                                     | 藤生町1丁目   |                       |
| 国道188号 重複区間起点                                                           | 藤生町1丁目   |                       |
| 国道188号 重複区間終点                                                           | 藤生町3丁目   | 藤生交差点            |
| 国道188号 / 岩国南バイパス 重複区間起点                                          | 藤生町3丁目   | バイパス藤生交差点    |
| 国道188号 / 岩国南バイパス 重複区間終点                                          | 海土路町2丁目 |                       |
| 山口県道・広島県道1号岩国大竹線 重複区間起点                                     | 御庄          |                       |
| 山口県道・広島県道1号岩国大竹線 重複区間終点 山口県道15号岩国玖珂線 重複区間起点 | 柱野          |                       |
| 山口県道15号岩国玖珂線 重複区間終点                                              | 川西2丁目     | 川西交差点            |
| 山口県道114号新岩国停車場線                                                      | 岩国1丁目     |                       |
| 国道2号 国道187号 重複                                                           | 岩国5丁目     | 終点                  |

### 交差する鉄道
- 岩徳線

### 沿線
- JR西日本山陽本線 藤生駅
- 山口県立岩国総合高等学校（旧：山口県立岩陽高等学校）
- 岩国市役所 灘出張所
- 岩国火力発電所
- 岩国市立中央図書館
- 岩国市役所 平田出張所
- 山口県立岩国高等学校
- JR西日本岩徳線 川西駅 - 錦川鉄道の実質上の起点となる駅。
- 錦川
- 錦帯橋